# Ya (Arabische letter)

Ya in geïsoleerde vorm

Yāʾ, ياء, is de 28e letter van het Arabisch alfabet. Hij stamt af van de letter jod uit het Fenicisch alfabet en is daardoor verwant met de Latijnse I/J, de Griekse jota en de Hebreeuwse jod. Aan de ya kent men de getalswaarde 10 toe.

## Uitspraak

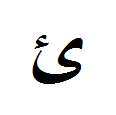
Ya met hamza erboven

De ya is een van de twee halfklinkers van het Arabisch. Afhankelijk van het woord staat hij voor een klinker of een medeklinker.
- Als medeklinker klinkt de ya als de "j"-klank uit het Nederlandse "janken".
- Als klinker/klinkerverlenging klinkt ya als een gesloten of lange "i" als in "ieder".

De ya kan fungeren als draagklinker van de hamza.

## Schrijfwijze

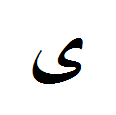
Ya zonder punten

In enkele Arabische landen laat men de diakritische punten van de ya vaak weg. Daardoor kan men hem verwarren met de alif maqsura.
Ook in het Perzisch kent men een ya, welke men eveneens zonder punten schrijft.

## Ya in Unicode
| Unicode Codepoint | U+064A            |
| Unicode-Name      | ARABIC LETTER YEH |
| HTML              | &#1610;           |
| ISO 8859-6        | 0xea              |

Basisalfabet: ا (alif) · 
ب (ba) · 
ت (ta) · 
ث (tha) · 
ج (jim) ·
ح (ḥa) ·
خ (kha) ·
د (dal) ·
ذ (dhal) ·
ر (ra) ·
ز (zai) ·
س (sin) ·
ش (sjin) ·
ص (ṣad) ·
ض (ḍad) ·
ط (ṭah) ·
ظ (ẓa) ·
ع (ain) ·
غ (gain) ·
ف (fa) ·
ق (qaf) ·
ك (kaf) ·
ل (lam) ·
م (mim) ·
ن (nun) ·
ه (ha) ·
و (waw) ·
ي (ya)
Aanvullende tekens: ء (hamza) ·
آ (alif madda) ·
ة (tāʾ marbūṭa) ·
ى (alif maqṣūra) ·
لا (lām-alif)
Klinkertekens: fatḥa ·
kasra ·
ḍamma ·
shadda ·
sukūn ·
waṣla